# 185 (číslo)
Sto osmdesát pět je přirozené číslo, které následuje po čísle sto osmdedesát čtyři a předchází číslu sto osmdesát šest. Římskými číslicemi se zapisuje CLXXXV.

## Chemie
- 185 je nukleonové číslo méně běžného z obou přírodních izotopů rhenia.[1]

## Matematika
- poloprvočíslo
- deficientní číslo
- nešťastné číslo
- nepříznivé číslo

- dá se vyjádřit jako součet dvou druhých mocnin dvěma způsoby: 132+42 a 112+82

## Doprava
- Silnice II/185 je česká silnice II. třídy vedoucí na trase Staňkov – Koloveč – Lučice – Klatovy[2]

## Astronomie
- 185 Eunike je planetka hlavního pásu.
- NGC 185 je trpasličí eliptická galaxie v souhvězdí Kasiopeji.

## Roky
- 185
- 185 př. n. l.